# Папанастасиу, Александрос
Александрос Папанастасиу (греч.  Αλέξανδρος Παπαναστασίου; 8 июля 1876, Триполис — 17 ноября 1936, Афины) — греческий социолог и политик конца XIX — начала XX веков. Был премьер-министром Греции в 1924 и 1932 годах.

## Биография
Александрос Папанастасиу родился в 1876 году в горном аркадийском селе Левиди. (По другим источникам в близлежащем городе Триполи (Греция). Отец, Панайотис Папанастасиу, был директором гимназии, в дальнейшем начальником департамента в министерстве образования, и избирался депутатом парламента от округа Мантинея. Мать, Мариго Рогари, была дочерью мэра Левиди.
Финансовые возможности семьи способствовали образованию Александра Папанастасиу. Он поступил в Афинский университет, где учился юриспруденции и социологическим наукам. Продолжил учёбу юриспруденции и философии в Гейдельбергском, Берлинском, Лондонском и Парижском университетах

Во время своей учёбы в Германии Папанастасиу приобщился к социалистическим идеям, которые повлияли на его мировоззрение. В особенности его стали занимать теоретические вопросы кооперации, после чего усилились его идеи коллективизма.
Папанастасиу вернулся в Грецию в 1907 году создал «Социологическое общество» и был соучредителем (вместе с Делмузосом и Петизасом) «Группы социологов».

## Политическая карьера
В 1910 году члены «Социологического общества» создали «Народную партию» и на выборах того же года Папанастасиу был избран депутатом парламента. В парламенте он «давал бои», с целью передачи поместий безземельным крестьянам Фессалии.
В 1916 году, во время Национального раскола, уже в качестве депутата от Партии либералов, он примкнул к правительству Венизелоса в Салониках, представляя революционное правительство Ионических островов.
В марте 1917 году правительство Венизелоса поручило ему правление Ионическими островами.
Когда 14 июня 1917 года правительство Венизелоса переехало в Афины Папанастасиу принял портфель министра транспорта и оставался на этом посту до выборов 1-го ноября 1920 года
Будучи министром правительства Венизелоса, способствовал реорганизации Афинского политехнического университета и Афинской школы изящных искусств.
Папанастасиу ратифицировал законом (Генеральные градостроительные нормы) новый градостроительный план Салоник, разрушенных во время пожара 1917 года и предложил в парламенте образование комитета для подготовки нового градостроительного плана Афин.

## Манифест
В 1919 году, по мандату Антанты, Греция заняла западное побережье Малой Азии. В дальнейшем Севрский мирный договор 1920 года закрепил контроль региона за Грецией, с перспективой решения его судьбы через 5 лет, на референдуме населения:16.
Завязавшиеся здесь бои с кемалистами приобрели характер войны, которую греческая армия была вынуждена вести уже в одиночку. Из союзников, Италия, с самого начала поддерживала кемалистов, Франция, решая свои задачи, стала также оказывать им поддержку. Греческая армия прочно удерживала свои позиции. Геополитическая ситуация изменилась коренным образом и стала роковой для греческого населения Малой Азии после парламентских выборов в Греции, в ноябре 1920 года. Под лозунгом «мы вернём наших парней домой» и получив поддержку, значительного в тот период, мусульманского населения, на выборах победила монархистская «Народная партия». Возвращение в Грецию германофила Константина освободило союзников от обязательств по отношению к Греции. Уинстон Черчилль, в своей работе «Aftermath» (стр. 387—388) писал: «Возвращение Константина расторгло все союзные связи с Грецией и аннулировало все обязательства, кроме юридических. С Венизелосом мы приняли много обязательств. Но с Константином, никаких. Действительно, когда прошло первое удивление, чувство облегчения стало явным в руководящих кругах. Не было более надобности следовать антитурецкой политике»:30.
Не находя решения в вопросе греческого населения Ионии, правительство монархистов решило разрешить вопрос разгромом кемалистов и продолжило войну.
Папанастасиу опубликовал «Демократический манифест», в котором обвинял политику монархистов, указывая на бесперспективность продолжения войны в новых условиях.
За публикацию этого «Манифеста» Папанастасиу был арестован и заключён в тюрьму.

## Премьер-министр

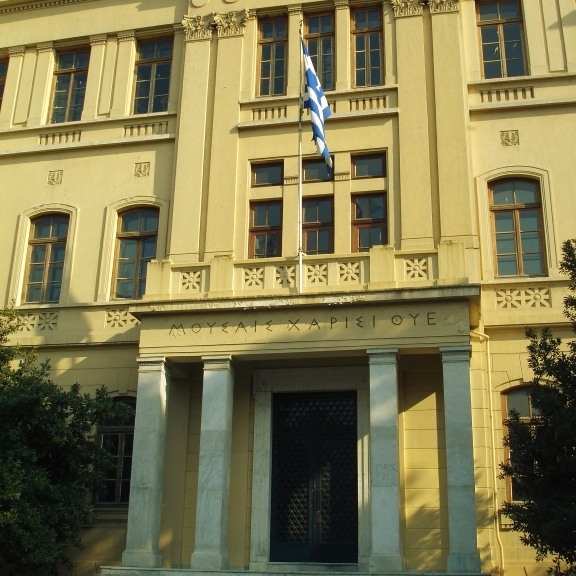
Университет Аристотеля в Салониках. Был создан в 1925 году по решению Александроса Папанастасиу

Правление монархистов завершилось поражением армии и резнёй и изгнанием коренного населения Ионии. Современный английский историк Дуглас Дакин винит в исходе войны правительство, но не греческую армию, и считает, что даже в создавшихся неблагоприятных условиях, «как и при Ватерлоо, исход мог повернуться как в эту, так и в другую сторону»:357.
28 августа/10 сентября 1922 года король Константин, перед лицом развивающейся революции распустил правительство Протопападакиса, а затем оставил свой трон, в пользу своего сына, наследного принца Георга II.
В декабре 1923 года Папанастасиу принял участие в выборах, где его политическая фракция, «Демократический союз»:406, избрала 90 депутатов (из 397 депутатов парламента):361.
Папанастасиу, одновременно с Пангалосом и Кондилисом ставил на повестку дня вопрос упразднения монархии:408.
Венизелос оставался лидером либералов, но не решался на подобный шаг. В ходе парламентской перепалки с Папанастасиу по вопросу монархии Венизелос даже потерял сознание:410.
8 марта 1924 года командующий 1-м корпусом армии генерал Папатанасиу и адмирал Деместихас, Иоаннис предстали перед регентом, адмиралом Кунтуриотисом и Венизелосом, требуя низложения монархии на Национальном собрании Премьер-министр Кафандарис, Георгиос немедленно подал в отставку. Партия Венизелоса распалась на 3 фракции.
Адмирал Κундуриотис, не имея другой возможности, последовал «советам» офицеров. 12 марта Кунтуриотис поручил формирование правительства лидеру «Демократического союза», Папанастасиу:512.
Папанастасиу сформировал правительство при поддержке Партии либералов. 25 марта правительство Папанастасиу представило на Национальном собрании законопроект о провозглашении Республики, объявляя монархию низложенной.
Законопроект был утверждён после республиканского референдума 13 апреля 1924 года.
Другими важными действиями правительства Папанастасиу считаются учреждение Университета им. Аристотеля в македонской столице, городе Фессалоники, признание разговорного народного языка Димотики, параллельно с официальной кафаревусой.
Примечательно, что в 1924 году генерал Кондилис именовал Папанастасиу «большевиком»:470.

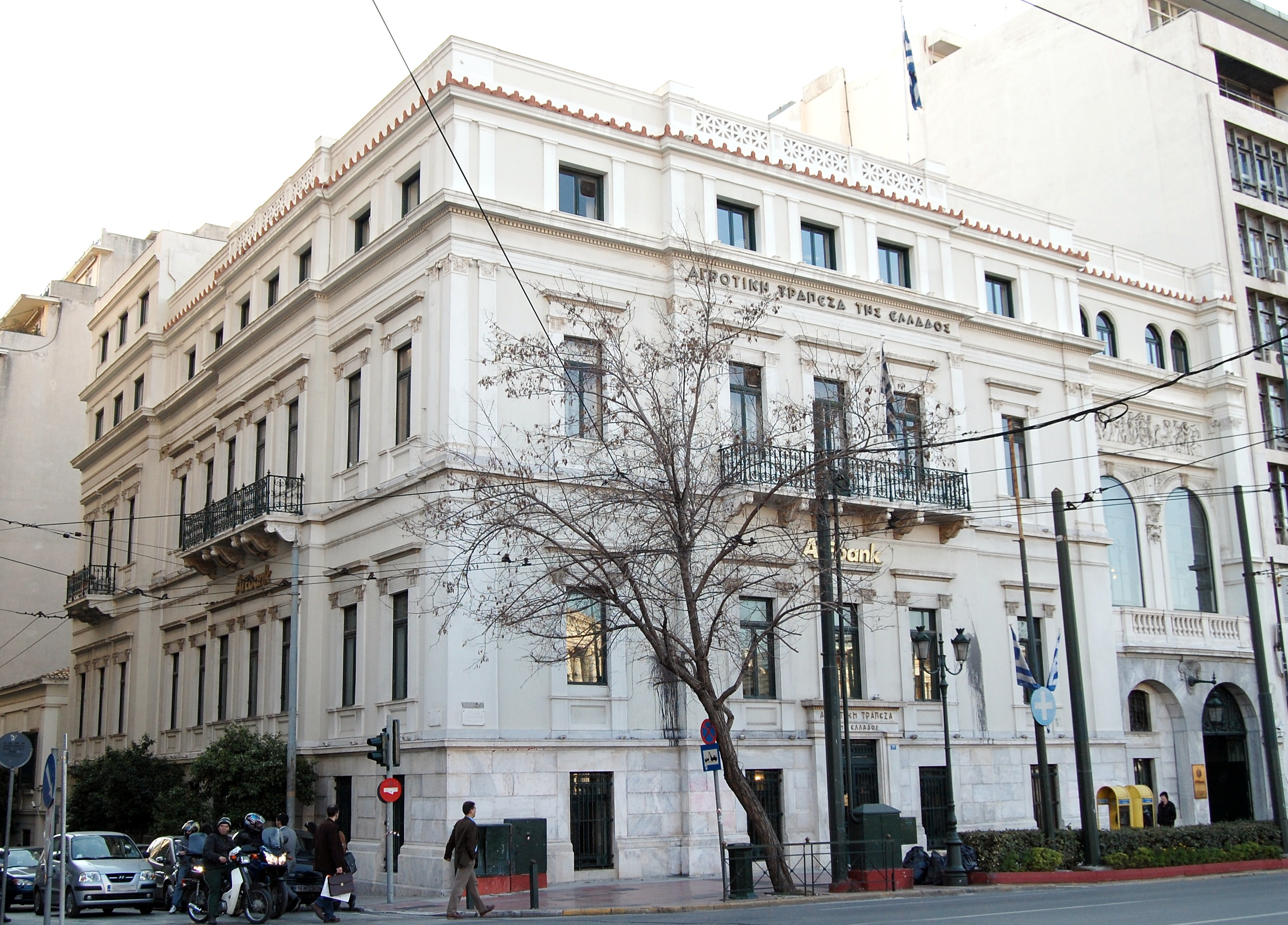
«Сельскохозяйственный банк», учреждён Александросом Папанастасиу в 1926 году, когда он был министром сельского хозяйства в правительстве Заимиса. Однако банк не стал кооперативным, как того желал сам Папанастасиу

С 1926 по 1928 год Папанастасиу, представляя созданную им Сельскохозяйственную рабочую партию, был министром сельского хозяйства в коалиционном правительстве Александра Заимиса. На этом посту он претворил некоторые из своих идей о кооперации.
26 мая 1932 года ему было поручено сформировать своё правительство. Второе правительство Папанастасиу дало присягу, но почти сразу затем подало в отставку 3 июня 1932 года.

## Последние годы
С января по март 1933 года Папанастасиу был министром национальной экономики и, временно, сельского хозяйства в правительстве Элефтериоса Венизелоса.
После попытки переворота, предпринятого сторонниками Венизелоса в 1935 году, Папанастасиу предстал перед военным трибуналом, но был оправдан.
Папанастасиу был страстным сторонником Балканского мира и сотрудничества и создал для этой цели организацию «Балканский союз».
Папанастасиу воспротивился диктатурам генералов Пангалоса и Метаксаса.
Во время диктатуры Метаксаса Папанастасиу был помещён под домашний арест.
Папанастасиу неожиданно умер от остановки сердца 17 ноября 1936 года в афинском пригороде Экали. Сегодня, на его родине в Левиди создан «Музей Александра Папанастасиу», где вместе с его личными вещами хранится и его мозг в формалиновом растворе.